# Война ради преодоления трудностей
Война ради преодоления трудностей (кит. трад. 靖難之役, упр. 靖难之役, пиньинь Jìngnàn Zhīyì, палл. Цзиннань чжи и) — гражданская война в империи Мин в 1399—1402 годах, когда после смерти основателя империи Чжу Юаньчжана в борьбу за трон вступили 4-й сын Чжу Юаньчжана Чжу Ди и внук Чжу Юаньчжана (сын его покойного 1-го сына Чжу Бяо) Чжу Юньвэнь.

## Предыстория
В XIII веке все китайские земли были захвачены монголами и вошли в состав империи Юань. В середине XIV века в результате крупных восстаний власть монголов была сброшена. Самым успешным из повстанцев оказался Чжу Юаньчжан, который в 1368 году провозгласил себя в Нанкине императором новой империи Мин. Его полководец Сюй Да захватил юаньскую столицу Ханбалык, вынудив монгольского императора бежать на север, после чего этот город был переименован в Бэйпин.
В 1370 году Чжу Юаньчжан раздал титулы и уделы своим многочисленным сыновьям (к концу царствования их у него было 25). Чжу Ди был пожалован Бэйпин с окружающими территориями; так как в древности на этих землях находилось царство Янь, и впоследствии в китайской истории в этих местах не раз возникали государства, называвшиеся «Янь», то Чжу Ди получил титул «Яньского князя» (燕王). На пиру по случаю титулования сыновей Чжу Юаньчжан произнёс речь, в которой борьбу за свержение власти монголов над китайскими землями назвал «преодолением трудностей».
Удельным властителям полагался «охранный гарнизон», и Чжу Ди после переезда в Бэйпин получил в своё распоряжение 5770 солдат и командиров. После того, как монголы оправились от поражений и возобновили набеги на китайские земли, Яньский удел стал играть важную роль в борьбе против монголов, и Чжу Ди приобрёл огромный военный и административный опыт, управляя уделом и совершая военные походы против монголов и чжурчжэней.
Наследником престола официально являлся старший сын Чжу Юаньчжана — Чжу Бяо, однако он умер в 1392 году, ещё при жизни отца, и возникла проблема престолонаследия. После долгих колебаний, император решил сделать наследником своего внука Чжу Юньвэня (сына Чжу Бяо). Когда в 1398 году Чжу Юаньчжан умер и Чжу Юньвэнь унаследовал трон, то дяди нового императора стали вести себя независимо от Двора. Считая это опасным для единства страны, Двор приступил к ликвидации уделов. Чжу Ди, бывший в то время самым старшим из сыновей покойного императора, естественным образом стал главой недовольных новой политикой. Он стал осуждать политику Двора и рекламировать себя как продолжателя дела отца, наращивая тем временем сверх положенного численность войск в своём уделе, организовал в Бэйпине нелегальное производство оружия и доспехов, и начал искать союзников среди местных военачальников и придворных сановников.

## Ход событий

### Восстание в Бэйпине
Ликвидировав ряд уделов и арестовав их властителей, летом 1399 года Двор направил в Бэйпин эмиссаров с тайным приказом об аресте Чжу Ди. Однако Чжу Ди узнал о приказе и стал действовать на опережение. Его войска захватили посланников и убили их. Чжу Ди обратился к своим войска с манифестом, в котором заявил, что основатель империи наделил всех своих сыновей уделами, которые должны дальше всегда передаваться по наследству и служить защитой страны. Таким образом, ликвидация уделов является нарушением воли покойного государя. На словах Чжу Ди во всём обвинил не самого императора, а его ближайших советников, однако при этом он приказал заменить девиз правления нового императора на девиз правления покойного основателя династии, что было равносильно непризнанию власти правящего властителя. Свои действия Чжу Ди назвал «борьбой ради преодоления трудностей», используя цитату из речи Чжу Юаньчжана 1370 года; тем самым он поставил своих противников на один уровень с властью иноземцев-монголов.
Чжу Ди направил в столицу послание с обоснованием своих действий, в котором выражал уверенность в непричастности императора к происходящему. Сославшись на волю умершего основателя династии, который завещал, чтобы в случае появления в стране «коварных злоумышленников» император отдал приказ всем удельным властителям выступить на их подавление, Чжу Ди написал, что ждёт такого приказа от императора. Оправдав таким образом свои действия в глазах современников и потомков, Чжу Ди, не надеясь на положительный ответ, двинул верные ему войска на захват окрестностей Бэйпина, в короткие сроки заняв Тунчжоу, Цзичжоу, Цзуньхуа и Миюнь.

### Реакция центральных властей
Когда Нанкина достигли известия о мятеже, то был обнародован манифест, перечисляющий все провинности Чжу Ди, начиная с прежних времён. Ответа на послание Чжу Ди дано не было, было приказано исключить Чжу Ди из списков императорской семьи, объявить преступником и идти на Бэйпин карательным походом.
Проблемой центральных властей было отсутствие опытных войск и военачальников. Соратники Чжу Юаньчжана либо уже скончались, либо были в массе своей репрессированы при его жизни, поэтому во главе похода пришлось поставить 65-летнего Гэн Бинвэня. Сделав своей базой Чжэньдин, тот начал готовить войска для похода на Бэйпин, но в августе яньские силы нанесли неожиданный удар и разгромили его. Сам Чжэньдин мятежникам с ходу взять не удалось, поэтому после трёхдневной осады, получив сведения об активизации правительственных войск в тылу, Чжу Ди снял осаду и отвёл войска к Бэйпину. В битве при Чжэньдине правительственные войска потеряли 90 тысяч человек и 20 тысяч лошадей. После такого страшного поражения Гэн Бинвэнь был снят с командования и заменён на Ли Цзинлуна.
Чжу Ди отвёл войска потому, что прибывшие с Ляодунского полуострова правительственные войска осадили крепость Юнпин. Прибыв туда к концу сентября Чжу Ди снял осаду, после чего не стал преследовать отступившие войска, а двинулся в Данин, входивший в удел его младшего брата. Чжу Ди смог включить его войска в свои силы и распространил свой контроль на многие пограничные крепости.
Узнав о походе Чжу Ди на север, Ли Цзинлун решил воспользоваться его отсутствием, и двинул войска на Бэйпин. Они осадили город, но тот не сдался. Набранные на юге солдаты плохо переносили северные холода, и когда в начале декабря на помощь осаждённым подошла армия Чжу Ди, правительственные войска были вынуждены отступить.
Чжу Ди решил нанести отвлекающий удар, и в январе 1400 года захватил Датун, после чего двинулся на юг провинции Шаньси, вынудив Ли Цзинлуна послать туда значительную часть своих сил. Те смогли отвоевать Шаньси, но наступление на столицу мятежников было сорвано. В военных действиях наступила передышка.

### Неустойчивое равновесие
Весной 1400 года правительственные войска в третий раз двинулись на Бэйпин. Яньские войска вышли им навстречу, в результате чего на реке Байгоу 18-19 мая состоялось одно из крупнейших сражений этой войны: 600 тысячам правительственных войск противостояла 100-тысячная армия Чжу Ди. Сражение завершилось победой северян, южане потеряли 200 тысяч человек, 100 тысяч сдались и перешли на сторону Чжу Ди, в руки которого попали также обозы и снаряжение противника.
После этой победы мятежников правительственные войска, расквартированные в близлежащих районах, стали разбегаться. Почти не встречая сопротивления, войска Чжу Ди подошли к крепости Цзинань и осадили её, но осада затянулась. Императорский двор попытался договориться с Чжу Ди, и в его окружении появились сторонники примирения, предлагая ему ограничиться претензиями лишь на северные земли и пойти на раздел страны. В сентябре, так и не сумев взять Цзинань, Чжу Ди снял осаду и отвёл войска к Бэйпину.
Дав войскам отдохнуть, Чжу Ди выступил в новый поход на юг. В районе Дунчана правительственные войска под командованием Шэн Юна 9-10 января 1401 года нанесли мятежникам поражение, сам Чжу Ди чуть было не погиб в битве. Однако, отступив в Бэйпин, Чжу Ди быстро оправился от поражения, и уже 18 февраля выступил в новый поход на юг. Он решил разгромить рассредоточенные и возглавляемые разными командующими армии противника поодиночке.
Первый удар пришёлся на армию Шэн Юна. В упорном бою у реки Цзяхэ (на территории современного уезда Уи) тот потерпел поражение, потеряв около 100 тысяч бойцов. Затем под Гаочэном северяне разгромили правительственную армию под командованием У Цзе, но и сами понесли большие потери. Дойдя до Дамина Чжу Ди остановился и начал дипломатические переговоры с правительством, но они не дали результатов.
В начале лета боевые действия возобновились, но они проходили в виде стычек отдельных отрядов, приносивших успех то одной, то другой стороне. В ноябре 1401 года мятежники отошли на север, им не хватало живой силы для удержания захваченных территорий.

### Решающее наступление
Чжу Ди пришёл к выводу, что нужно не распылять силы, а выбрать главное направление удара и добиться решающего успеха. 5 января 1402 года его войска вышли из Бэйпина и двинулись на юг, не отвлекаясь на осаду городов и стычки с мелкими отрядами противника. Армия под командованием Сюй Яоцзу (старшего сына Сюй Да) смогла нанести им поражение, но северяне быстро оправились, и в битве при Линби разгромили главную группировку правительственных войск. После этого войска мятежников беспрепятственно двинулись на юг, и в июне вышли на северный берег Янцзы неподалёку от Нанкина.
Положение императорского двора было отчаянным. Император выслал из столицы сановников, наказания которых требовал Чжу Ди, и пытался помириться с мятежником на любых условиях, но тот, предчувствуя победу, не поддавался ни на какие уговоры. Чжу Ди форсировал Янцзы в районе Гуачжоу и разгромил армию Шэн Юна, после чего занял Чжэньцзян. Двор попытался ещё раз вступить в переговоры с Чжу Ди, но тот отказался что-либо обсуждать.
13 июля 1402 года войска Чжу Ди ворвались в Нанкин. Уличные бои были непродолжительными, но в их ходе загорелся императорский дворец. Тело императора так и не было найдено.

## Итоги и последствия
Три дня спустя Чжу Ди, «поддавшись уговорам», занял трон, став императором с девизом правления «Юнлэ». Значительное количество ближайших советников прежнего императора было им казнено вместе с родичами (вместе с одним из них уничтожили 873 человека). Сыновьям Чжу Юаньчжана были возвращены княжеские титулы, однако их уделы были отодвинуты от границ, и постепенно военные возможности князей были уменьшены, а после подавления восстания Чжу Гаосюя князья и вовсе были лишены личных армий. Чжу Ди принял решение о переносе столицы из Нанкина в Бэйпин, что и произошло в 1420 году.
Тот факт, что тело прежнего императора не было обнаружено, послужил основой для многочисленных слухов о том, что он не погиб в пожаре, а смог выжить и скрыться.